# Війна Родосу з Кавном
Війна Родосу з Кавном — один із численних малих конфліктів, які відбувались протягом елліністичного періоду між окремими полісами.

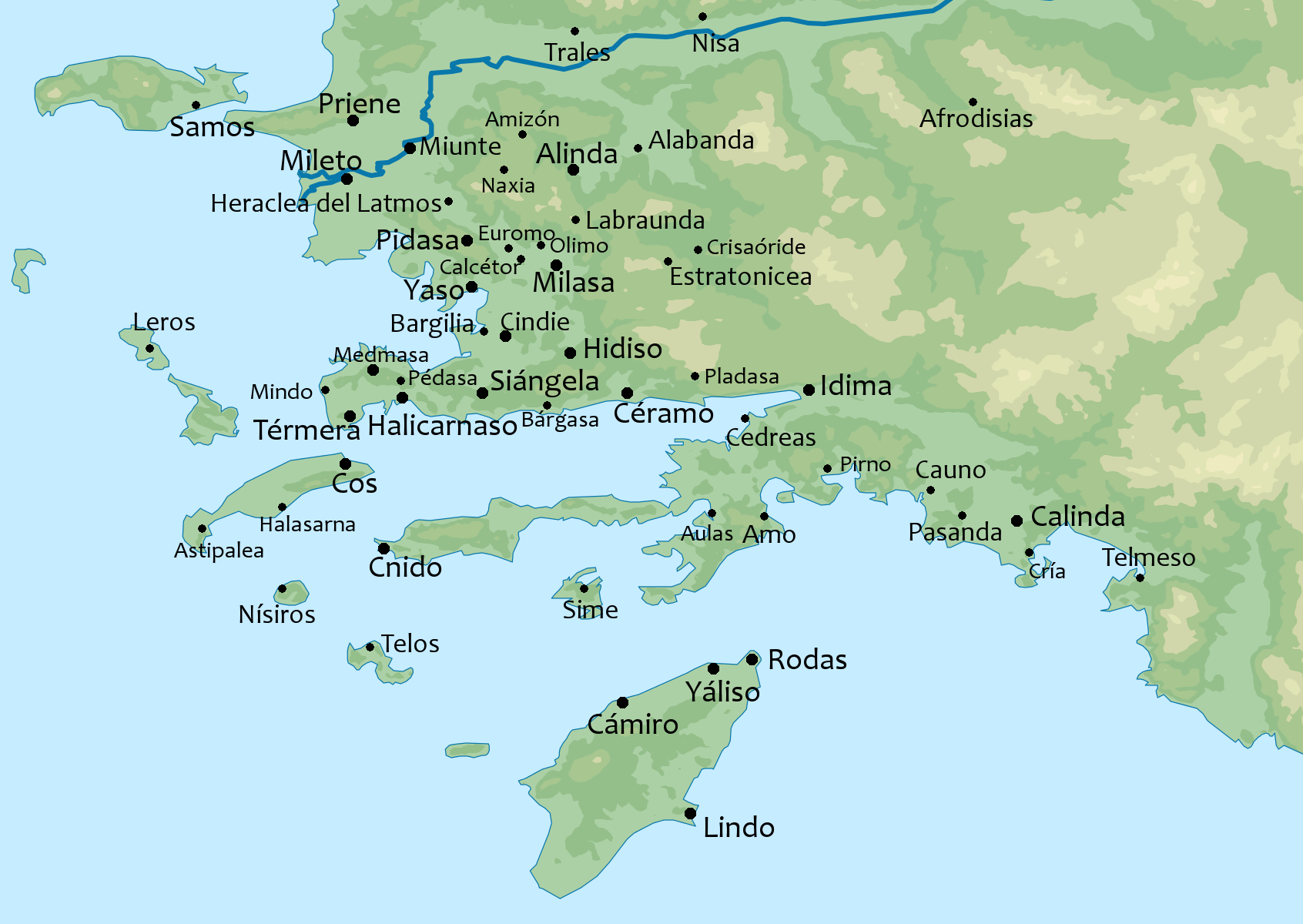
Мапа південно-західного завершення Малої Азії. Зокрема, позначені згадані у статті Кавн (Cauno), Калінда, Родос та Кнід (Cnido)

Кавн, котрий лежить на межі Лікії та Карії (на протилежному березі від сучасного туристичного містечка Дальян), до 197 р. до н. е. належав єгипетським Птолемеям. У названому році при підтримці Родосу він зміг стати автономним, не підкорившись сирійському царю Антіоху III, котрий прибув до Малої Азії в межах П'ятої Сирійської війни з Єгиптом. Невдовзі Антіох зазнав поразки у боротьбі з римлянами, а підконтрольні йому території у Лікії та Карії були подаровані переможцями родосцям. Кавн, хоча і рахувався автономним, опинився під настільки сильним та нестерпним впливом Родосу, що на початку 160-х років до н. е. взяв участь у невдалому повстанні лікійців. Втім, у тому ж 167 р. до н. е. Рим позбавив острів'ян всіх надбаних після перемоги над Антіохом ІІІ володінь, покаравши таким чином Родос за його непевну позицію у Третій Македонській війні.  
У 165/164 або 164/163 році до н. е. проти Кавна повстали мешканці міста Калінда, розташованого за два десятки кілометрів на південний схід від нього, на лівобережному схилі долини річки Інд (наразі носить назву Даламан). Після того як кавнійці обложили Калінду на допомогу їй прийшов Кнід. Спершу це допомагало каліндійцям триматись, проте через певний час вони були вимушені звернутись за допомогою до більш потужного Родосу. Родосці надіслали сухопутні та морські сили, що дозволило зняти облогу Калінди.
Оскільки гегемоном Середземномор'я був Рим, Родос відправив туди посольство на чолі з Клеагором, котре клопоталось за дозвіл на приєднання Калінди до родоських володінь. При цьому родосці вирішили встановити у храмі Афіни гігантську статую на честь римського народу висотою майже 14 метрів. У підсумку сенат надав дозвіл на перехід Калінди під владу Родосу.